# ダンシング谷村
ダンシング☆谷村（ダンシング たにむら、1962年1月4日 - ）は、日本のものまねタレント、俳優、芸能事務所経営者（ジンセイプロ代表取締役）。経営者・俳優としての名義は今野 仁誠（いまの じんせい）。本名は高橋 弘（たかはし ひろし）。タイタン所属。

## 略歴
広島県福山市出身。広島県立福山工業高等学校、日本工学院専門学校を経て、神奈川大学短期大学部中退。専門学校卒業後は工場の水質などを調べる測定士になる予定だったが、この仕事に就いたら人と話すことはもう無いだろうと思い、人と話すのが苦手などの性格を変えたいとして一念発起し、広告代理店勤務、ライブハウス司会者など30以上の仕事を経験、ジャズハウスのウェイターをしていた時にステージで司会を務めたことがあり、その時にそのたどたどしさから大ウケして、これがきっかけで人を笑わす魅力を感じ、お笑い界を目指すこととなる。1987年頃に三井三太郎（のち、芸能リポーター）とのお笑いコンビ「DXコブラ（デラックスコブラ）」を結成。この間、芸名を「草戸千軒」「明王院ひろし」「水野勝成」「くさど人生」と次々に変更する。
コンビ解散後の1996年、ものまねタレントに転身。東京・三軒茶屋のショーパブでアルバイトで出演していた際にたまたま谷村新司の物真似を披露して爆笑をとったことから、谷村新司の物真似を中心に行うようになり、「ダンシング☆谷村」を名乗る。本人は高校生時代からずっとアリスのファンで、「物真似しやすかった」と話している。そしてレパートリーに応じて複数の芸名を使っており、美川憲一の物真似をする際は「美川 変一（みかわ へんいち）」、郷ひろみの物真似をする際は「GO! ピロミ」と名乗る。
2000年、芸能事務所「ジンセイプロ」を立ち上げた。自らを含め20人超のものまねタレントを束ねている。
2017年頃から俳優としての活動を開始。
2022年、「タイタンの学校」芸人コースに5期生として中途入学し、タイタン所属となる。

## 芸風・エピソード
ほとんど原型を留めないほどに、極端な誇張を加えた激しい動きが特徴。のちに谷村新司本人の前でもこの形態模写を披露し、公認を得ている。谷村・美川・郷以外にも松平健（『マツケンサンバ』）など多くのレパートリーを持っている（後述）。
松任谷由実が彼のファンであり、その関係で彼女の担当する『オールナイトニッポン』にゲスト出演したが、本人との対面の際に舞い上がってしまい「この人は危ない」と言われてしまっていて、かなり落ち込んだそうである。
高校生時代は野球部で活動していたが、補欠だった。3年生の時の最後の試合では補欠もみんな代打で出場したが、自分だけ代打出場の声がかからなかった。不思議に思っていると、試合終了後に監督から「忘れていた」と言われる。それほど「存在感が無かった」と振り返っている。
自身の物真似のレパートリーであり芸名の元となっている谷村新司とは、2000年に東京都内のホテルである企業の営業ステージに出演した後に偶然会っている。自己紹介をしてあいさつすると、谷村から「存じ上げております」「頑張ってください」「無茶しないでね」と声をかけられた。この時に「お墨付きまでもらった」としている。しかし、谷村に直接会えたのはこの一度きりだった。

## ものまねレパートリー
- ATSUSHI
- 綾小路きみまろ
- 市川海老蔵
- 五木ひろし
- 内川聖一
- 桑田佳祐
- 国分太一
- 郷ひろみ
- 谷村新司
- 田原俊彦
- テリー伊藤
- デューク更家
- DJ OZMA
- デビッド・カッパーフィールド
- 堂本剛
- 彦摩呂
- 松平健
- 美川憲一
- 森進一
- 山本譲二
- 横山剣
- 和田アキ子

## 主な出演
TBS
- あらびき団
- ものまねバトル
- うたばん - うたばん・ザ・ベストテン企画で出演、「チャンピオン」を披露
- 爆笑問題のバク天! - バク天芸人の1人として出演
- アッコにおまかせ!
- クイズ☆タレント名鑑 - GO! ピロミとして出演

その他
- アグレッシブですけど、何か?（広島ホームテレビ） - 準レギュラー

他多数